# Magma
Magma (grško starogrško μάγμα: mágma – zgnetena masa) ali žarja je zmes raztaljene kamnine, suspendiranih trdnih snovi in hlapnih snovi, na primer vode in ogljikovega dioksida, ki nastaja pod Zemljino površino in lahko obstaja tudi na drugih zemeljskih planetih. Pogosto se zbira v magmatskih komorah, iz katerih lahko napaja ognjenike ali se pretvori v magmatsko kamnino. Prodre lahko tudi v okoliške kamnine, na Zemljino površino kot lava ali eksplozivno izbruhne kot tefra in tvori piroklsatične kamnine.
Magme so kompleksne taline s tališči od 700 °C do 1300 °C. Zelo redke karbonatitne magme se talijo že pri 600 °C, medtem ko imajo komatiitne magme tališča tudi do 1600 °C. Njihova glavna sestavina so silikati.
Okolja, v katerih magma nastaja, in njena sestava so običajno vzajemno povezani. Značilna okolja so stiki primikajočih in odmikajočih  se tektonskih plošč, ocenski hrbti in vroče točke. Tekoča magma nastaja predvsem v okoljih z visoko temperaturo in nizkim tlakom v globini nekaj kilometrov pod Zemljino površino.
Njena sestava se lahko spreminja s frakcioniranim kristaljenjem, onesnaženjem ali mešanjem z drugo magmo. Iz magme so, po definiciji, nastale vse magmatske kamnine.

## Izvor

### Taljenje
Taljenje kamnine, iz katere nastane magma, je odvisno od temperature, tlaka in njene sestave.

#### Temperatura
Ko pri katerem koli tlaku temperatura kamnine s kakršno koli sestavo preseže začetno temperaturo taljenja (solidus), se začne taliti. V trdnem delu Zemljine skorje temperaturo kamnine uravnavata geotermalni gradient  in radioaktivni razpad v kamnini. Povprečen geotermalni gradient je približno 25 °C/km. Najnižji je v oceanskih jarkih in podrivih (5 - 10 °C/km), najvišji pa pod oceanskimi hrbti (30 - 80 °C/km) in na področju vulkanskih lokov.

#### Tlak
Kamnina se lahko začne taliti tudi zaradi zmanjšanja tlaka. Takšen pojav se imenuje dekompresijsko taljenje in je najpogostejši na oceanskih hrbtih, kjer je kamnina zaradi dvigovanja vedno manj obremenjena.

#### Sestava
Sestavo velike mase kamnine je običajno zelo težko spremeniti, zato je sestava ključna lastnost, ki odloča, ali se bo kamnina pri dani temperaturi in tlaku stalila ali ne. V sestavo kamnine spadajo tudi hlapne faze, na primer voda in ogljikov dioksid.
Prisotnost hlapnih faz v kamnini pod tlakom lahko stabilizitra raztaljeno fazo. Prisotnost že samo 0,8 % vode lahko zniža temperaturo taljenja za kar 100 °C. Če je proces nasproten, lahko izguba vode in hlapnih komponet povzroči strjevanje magme.
Hlapne komponente magme pri dvigovanju zaradi zmanjšanja tlaka ekspandirajo. Magme z visoko vsebnostjo kremena so zelo viskozne, zato jih ekspandirani plini ne morejo zapustiti. Pritisk v magmi narašča, dokler plini ne eksplodirajo. Magma z manjšo vsebnostjo kremena je manj viskozna, tako da jo sproščeni plini zlahka zapustijo.

### Delno taljenje
Taljenje poteka postopoma, ker je večina kamnin zgrajena iz več mineralov z različnimi tališči ter fizikalnimi in kemijskimi lastnostmi, ki tudi vplivajo na taljenje. Med taljenjem se volumen kamnine spreminja. Ko nastane dovolj taline, se drobne kapljice taline med zrni mineralov zlijejo in kamnino zmehčajo. Pri tlakih, ki vladajo v notranjosti Zemlje, je pogosto že majhen del staljene kamnine dovolj, da se talina iztisne iz njenega vira.
Če ostane talina dovolj dolgo na istem mestu, se lahko stali do 20 % ali celo 35 % kamnine, delež taline pa redkokdaj preseže 50 %. Pri tako visokih deležih taline nastane kaša kristalov in taline, ki se lahko začne dvigovati kot diapir, ki lahko zatem povzroči nadaljnje dekompresijsko taljenje.

### Geokemijske posledice delnega taljenja
Stopnja delnega taljenja je odločilna za določanje, kakšen tip magme bo nastal. Stopnjo delnega taljenja, ki je potrebna za nastanek taline, se lahko oceni iz relativnega razmerja med nezdružljivimi in združljivimi elementi. Med nezdružljive elemente se po navadi prištevajo kalij, barij, cezij in rubidij.
Kamnine, ki dajejo majhne stopnje delnega taljenja v Zemljinem plašču, so običajno alkalijske (Ca, Na), kalijske (K) in/ali peralkalijske (visoko razmerje med aluminijem in silicijem). Začetne taline s takšno sestavo tvorijo lamprofir, lamproit, kimberlit in včasih nefelinske mafične kamnine kot so alkalni bazalti in eseksitski gabri ali celo karbonatit.
Kamnina, ki lahko nastane z majhno stopnjo delnega taljenja Zemljine skorje, je pegmatit. Nekatere magme z granitsko sestavo so evetektične zmesi in lahko nastanejo ali z majhno ali z veliko stopnjo delnega taljenja skorje ali s frakcionirano kristalizacijo. Pri velikih stopnjah delnega taljena skorje lahko nastanejo  granitoidi kot so tonalit, granodiorit in monzonit, čeprav so za njihov nastanek pomembnejši drugi mehanizmi.

## Razvoj magem

### Primarne taline
Primarna talina je talina, ki nastane s taljenjem kamnine. Primarne taline niso podvržene nobeni diferenciaciji in predstavljajo začetno sestavo magme. Primarne taline so v naravi redke. Mednje spadajo na primer levkosomi migmatitov. Posebno pomembne so primarne taline iz Zemljinega plašča, ki se imenujejo primitivne taline ali primitivne magme. Iz sestave primitivne magme je možno modeliranje sestave plašča, iz katerega je nastala, kar je pomembno za razumevanje evolucije plašča.

### Roditeljske taline
Če se sestave primitivne ali primarne magme ne da ugotoviti, je pogosto koristno dognati roditeljsko talino. Roditeljska talina je talina kamnin, iz katere so z magmatsko diferenciacijo nastale magmatske kamnine ali druge magme. Roditeljska talina ni nujno tudi primitivna talina.
Primer: za vrsto bazaltnih tokov se domneva, da so med seboj povezani. Talina, iz katere bi lahko nastali s frakcionirano kristalizacijo, se imenuje roditeljska talina. Za testiranje hipoteze, da imajo skupno roditeljsko talino, so na razpolago modeli frakconirane kristalizacije.
Pri visokih stopnjah delnega taljenja plašča nastajata komatiit in pikrit.

## Gibanje magme
Magma nastaja pri ustrezni temperaturi in tlaku v Zemljinem plašču ali skorji. Če je njena gostota manjša od gostote okoliških kamnin in če struktura okoliških kamnin to dopušča, se začne premikati navzgor proti Zemljini površini in zbirati v tako imenovanih magmatskih komorah. Magma lahko ostane v komori, dokler se ne ohladi in pretvori v magmatsko kamnino, izbruhne kot ognjenik ali se prelije v drugo magmatsko komoro.

## Ohlajanje magme
Magma lahko preneha obstajati na dva načina: z ognjeniškim izbruhom ali s kristaljenjem v Zemljinem plašču, pri čemer se pretvori v globočnino. V obeh primerih se magma nazadnje ohladi in se pretvori v magmatsko kamnnino.
Ko se magma ohlaja, se začnejo iz nje izločati trdni minerali. Nekateri minerali se vsedejo na dno magmatske komore in tvorijo vsedlino, iz katerih lahko nastanejo slojaste mafične globočnine. Magma, ki se v magmatski komori ohlaja počasi, se, odvisno od njene sestave, nazadnje pretvori v kamnine kot so gabro, diorit ali granit.  Magma, ki izbruhne na Zemljino površino, tvori predorninske kamnine, na primer bazalt, andezit in riolit, ki so predorninski različki gabra, diorita oziroma granita.

### Vulkanizem
Magma, ki med ognjeniškim izbruhom zapusti podzemsko magmatsko komoro, se imenuje lava. Lava se v primerjavi z magmo ohladi in strdi relativno hitro. Hitro ohlajanje ne dopušča rasti velikih kristalov, del lave pa sploh ne skristali in se pretvori v vulkansko steklo, na primer obsidian.
Hlapne komponente magme, na primer voda in ogljikov dioksid, se pred izbruhom ali med njim izločita in magma postane bolj viskozna. Izbruhi magme z veliko vsebnostjo hlapnih snovi so običajno eksplozivni.

## Sestava, struktura in lastnosti taline
Silikatne taline so sestavljene pretežno iz silicija, kisika, aluminija, alkalij (natrij, kalij, kalcij), magnezija in železa. Silicijevi atomi so v obliki tetraedra kordinirani s štirimi atomi kisika, tako kot v večini silikatov, vendar se v talini takšna struktura ohrani samo na majhnih razdaljah. Fizikalne lastnosti talin so odvisne od njihove atomske strukture, temperature, tlaka in sestave.
Ključna lastnost, od katere je odvisno obnašanja magme, je njena viskoznost. S silikati bolj bogate taline so običajno bolj polimerizirane in zato bolj viskozne. Viskoznost taline  drastično zmanjša prisotnost vode. Viskoznost se zmanjša tudi z zvišanjem temperature taline.
Na splošno velja, da so bolj mafične (alkalne) magme, na primer bazaltska, bolj vroče in manj viskozne kot s silikati bogate magme, na primer riolitska. Nižja viskoznost vodi do bolj blagih in manj eksplozivnih izbruhov.
Različni tipi magem imajo naslednje lastnosti:
Ultramafična (pikritska):
SiO2: < 45 %
Fe-Mg: >8 %
MgO: do 32 %
Temperatura: do 1500 °C
Viskoznost: zelo nizka
Eruptivno obnašanje: blago ali zelo eksplozivno (kimberiliti)
Razširjenost:  meje divergentnih plošč, vroče točke, meje konvergentnih plošč; komatiit in druge ultramafične lave so večinoma arhajske; nastale so pri višjih geotermalnih gradientih in se sedaj ne pojavljajo
Mafična (bazaltska):
SiO2:  < 50 %
FeO in MgO: običajno  < 10 %
Temperatura: do ~ 1300 °C
Viskoznost: nizka
Eruptivno obnašanje: blago
Razširjenost: meje divergentnih plošč, vroče točke, meje konvergentnih plošč
Srednja (andezitska):
SiO2: ~ 60 %
Fe-Mg: ~ 3 %
Temperatura: ~1000 °C
Viskoznost: srednja
Eruptivno obnašanje: eksplozivno ali prekipevajoče
Razširjenost: meje konvergentnih plošč, otočni loki
Felzična (riolitska):
SiO2: >70 %
Fe-Mg: ~ 2 %
Temperatura: < 900 °C
Viskoznost: visoka
Eruptivno obnašanje: eksplozivno ali prekipevajoče
Razširjenost: vroče točke v kontinentalni skorji (Narodni park Yellowstone), kontinentalne brazde